# دينيس راسيل
دينيس راسيل (2 يوليو 1909 - 29 ديسمبر 1986) (بالإنجليزية: Denis Russell)‏ هو لاعب كريكت بريطاني (وحمل سابقاً جنسية المملكة المتحدة لبريطانيا العظمى وأيرلندا).